# Скейтборд

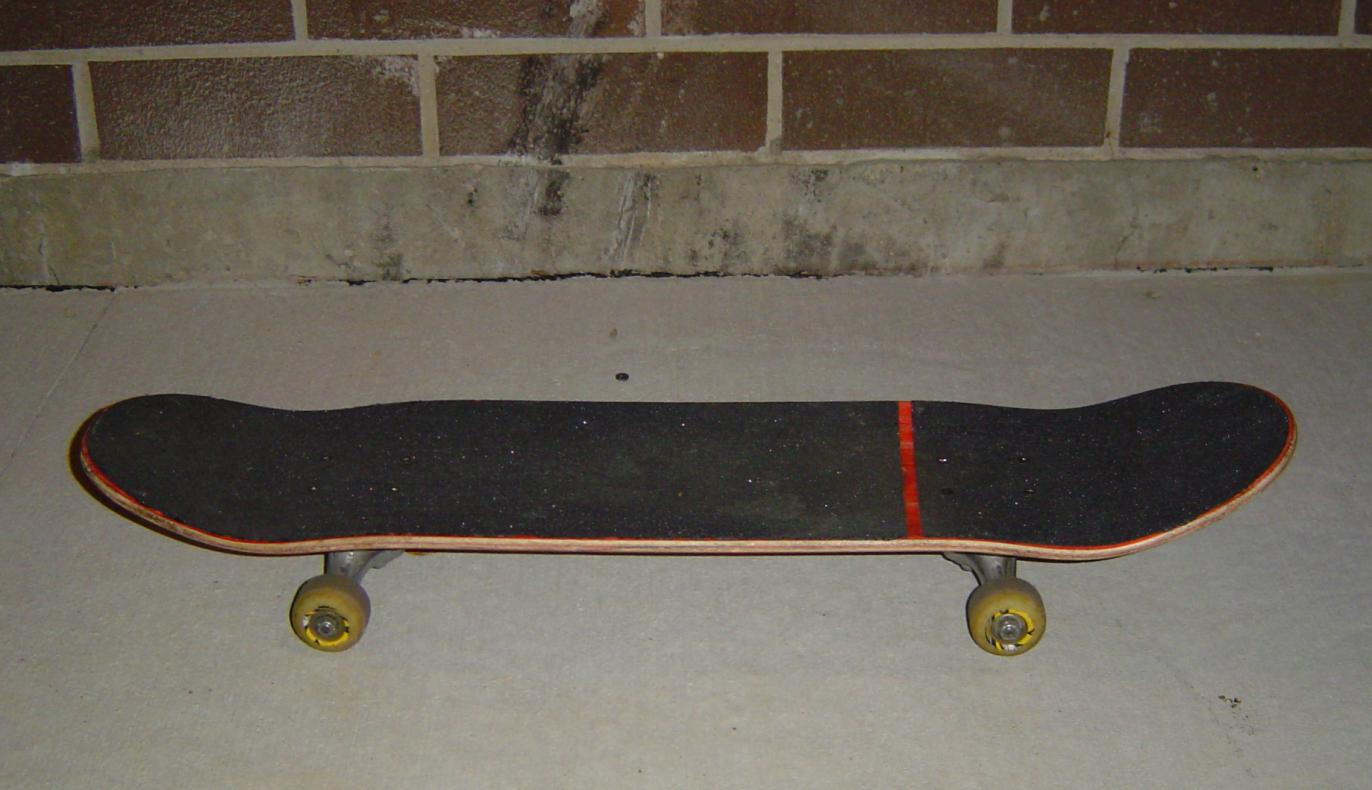
Скейтборд

Ро́ликовая доска́ или скейтбо́рд (жарг. скейт, от англ. skateboard — «роликовая доска») — доска, состоящая обычно из 7 слоёв канадского шпона, установленная на колёса небольшого диаметра (ролики). Может использоваться в качестве транспортного средства, либо как спортивный инструмент для выполнения различных трюков.

## История

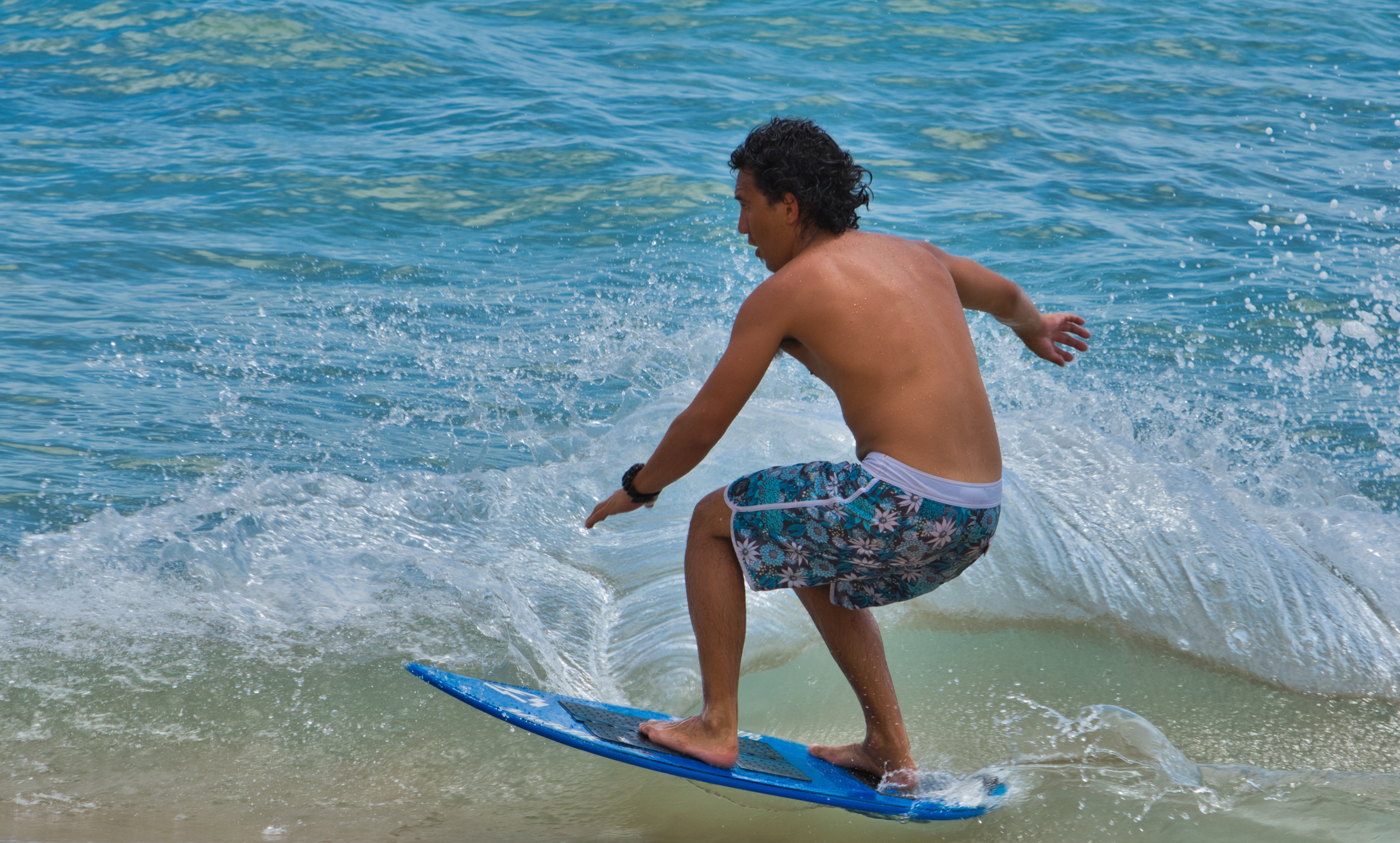
сёрфер на доске для сёрфинга

Появился в конце 1940-х годов или начале 1950-х благодаря сёрфингистам, которые прикрепляли к доске для серфинга роликовые коньки и катались на доске на суше, когда в океане не было высоких волн.

## Комплектующие скейта
- Доска (дека, англ. deck) — доска для скейта. Как правило, состоит из 7, 8 или 9 слоёв дерева: канадского/китайского клёна, бамбука (также со вставками; легче, гибче, но менее надежно), а также алюминия (премиум, Volten «Vanguard») или пластика (наименее надежно, очень подвижный), но бывают исключения (например, компания Baker выпускала сверхлёгкие модели из 5 слоев, а компания Blind упрочнённые модели в 8-слойном варианте). Размеры дек отличаются по ширине и могут быть от 7,125 до 11 дюймов[1], примерная длина всех скейтбордов от 30 до 32 дюймов, но существуют исключения в виде скейтбордов для детей. Количество слоёв, качество древесины и технология влияют на жёсткость, прочность, вес, гибкость и т. д. Каждый скейтер отдаёт предпочтение своим габаритам и форме доски. Некоторые фирмы, производящие деки: Flip, Baker, Nomad, Girl, Mystery, Zero, Enjoi, Element, Alien Workshop, Toy Machine, Blind, Cliche, Dark Star, Bullet Agonia, Speed Demons, Jart, Habitat, Almost, SK8Mafia, Plan B, а также российские Footwork, Athletics, Mild, Rebels, Абсурд, Юнион, Random и украинские Revol.
- Наждак (шкурка) — самоклеящаяся лента, по своему виду и свойствам похожая на наждачную бумагу. Наклеивается на деку. Благодаря шкурке ноги не соскальзывают во время катания, и она позволяет выполнять трюки.

- Подвески (траки, англ. truck) — состоят из нескольких элементов:
  1. Вешалка (хэнгер, англ. hanger)
  2. Бушинги (англ. bushings). Имеют характеристику, схожую с характеристикой колес.
  3. Кингпин (англ. kingpin)
  4. Baseplate.

Фирмы, производящие подвески: Independent, Footwork, Юнион, Thunder, Z-Flex и др.
- Колеса. Они имеют свою характеристику, обозначающую твердость колес.
- И другие комплектующие, такие как болты для крепления подвесок, рейлы на края для скольжений по перилам и др.

## Устройство скейтбордов

### Дека
Доска скейтборда называется декой. Её загнутые концы называются ноуз (англ. nose) и тэйл (англ. tail) — перед и зад соответственно. Дека изготавливается из определённого количества слоев клёна (самое частое — 7, реже распространены 9-слойные, ещё реже — 6-слойные), сильно спрессованных и склеенных друг с другом. Некоторые деки снизу имеют ещё один дополнительной пластиковый слой (слик), необходимый для скольжения по перилам. От качества клея зависит то, насколько быстро дека начнёт расслаиваться. Длина деки в среднем — 80 сантиметров. Её ширина бывает разной — от 19 до 21. На узких досках легче закручиваются трюки (флипы). На широкие деки удобнее приземляться после удачно выполненного трюка. Также у дек имеется так называемый конкейв (англ. concave) — это боковые загибы, облегчающие выполнение выше упомянутых флипов. Глубина этих загибов так же различается от доски к доске. Каждая доска имеет разную упругость, что влияет на высоту прыжка на ней (при выполнении любого трюка делается так называемый «щелчок» краем доски об землю, вследствие чего доска как бы пружинит от земли). Самые популярные фирмы-изготовители: Real, Zero, Toy Machine, Santa Cruz, Creature, Flip, Element, Baker, Plan B, Almost. Есть также российские фирмы: Юнион, Footwork, Slakers.

### Гриптэйп
На деку клеится шкурка — гриптэйп (англ. griptape). Это обыкновенная наждачная бумага, только более стойкая к износу и на самоклеящейся основе. Она необходима для увеличения сцепления подошвы кед с доской, повышающего контроль при выполнении трюков. Самые популярные фирмы-изготовители: Jessup Griptape, Grizzly, M.O.B, Shake Junt, Mouse, Diamond, Lucky, Black Magi.

### Подвески
К деке снизу прикручиваются подвески — траки (англ. trucks). На подвески скейтборда надеваются колёса. Между декой и траками иногда кладутся резинки, защищающие деку от нагрузки, или проставки, увеличивающие расстояние от деки до колеса. Подвески различаются своим весом и прочностью. Обычно, чем легче подвески, тем они более хрупкие, но вес критичен при исполнении флипов. Предпочтительно соблюдать одно нехитрое правило при сборе своего скейтборда: важно подбирать траки так, чтобы колёса находились полностью под доской, не торчали сбоку и не были сильно уже доски. Самые популярные фирмы-изготовители: Krux, Independent, Thunder, Tensor.

### Колёса
Колеса различаются по диаметру и жёсткости. От их диаметра зависит максимальная скорость и «проходимость» доски: трещины на асфальте, небольшие камни, стыки плит — легче проехать с большими колёсами (от 62 до 99 мм). Пропорционально увеличивается и вес доски, влияющий на нюансы катания. Парковые колеса (52—60 мм) идеальны для «агрессивного» стиля катания и более ровной поверхности. Мягкие колёса плохо держат скорость, но на них приятно ездить, они передают меньше вибраций и управлять скейтом на таких колёсах легче. Хотя более высокий коэффициент сцепления мягких колёс имеет и обратную сторону — из-за трения они быстрее изнашиваются, да и набранная скорость быстро падает. Жёсткие — наоборот, хорошо держат скорость и их легко сорвать в «слайд», но ездить на них не очень-то приятно — скейтборд сильно вибрирует. Поэтому мягкие колёса подходят для катания на улице или в парке, а жёсткие — для катания в рампе и специально предназначенных для катания площадках.
Самые популярные брэнды: OJ Wheels, Ricta, Spitfire, Bones, Pig.

### Подшипники
С обеих сторон каждого колеса расположены углубления, предназначенные для установки в них подшипников. В индустрии скейтбординга используются подшипники стандарта ABEC. Более высокое качество подшипников позволяет дольше сохранять инерцию движения после толчка, а также облегчает набор скорости.